# آناماری تندلر
آناماری تندلر (زاده ۹ ژوئن ۱۹۸۵)، که به‌طور حرفه‌ای با نام آنا ماری تندلر شناخته می‌شود، یک هنرمند آمریکایی است که به‌خاطر فعالیت‌هایش در عکاسی، آرایش و آرایش مو، صنایع دستی نساجی با تخصص قابل توجه در آباژورهای دست‌ساز شناخته شده‌است. او نویسنده کتاب ۲۰ مدل موی شگفت‌انگیز بابی پین و چهره روزانه: ۲۵ آرایش برای روز، شب و همه چیز در این بین! است.
تندلر در کانکتیکات به دنیا آمد. او یهودی است. او مدرک لیسانس خود را از نیو اسکول در رشته نویسندگی و روان‌شناسی دریافت کرد. در سال ۲۰۱۸، او شروع به ادامه تحصیل در مقطع کارشناسی ارشد از دانشگاه NYU Steinhardt در زمینه مطالعات لباس فارق التحصیل شد.